# Brücke ohne Wiederkehr
Die sogenannte Brücke ohne Wiederkehr ist eine Brücke, die die militärische Demarkationslinie zwischen Nord- und Südkorea überquert. Sie diente als Austauschort für Gefangene zum Ende des Koreakriegs 1953. Das letzte Mal wurde die Brücke als Ort der Freilassung der Besatzung der USS Pueblo im Jahr 1968 genutzt. Direkt an der Brücke befinden sich Wachhäuser: das CP#3 des United Nations Command und das KPA#4 der Koreanischen Volksarmee. 1976 gab es bei der Brücke einen Vorfall, als amerikanische Soldaten einen Baum fällen wollten, der die Sicht versperrte. Daraufhin überquerten nordkoreanische Soldaten die Brücke und töteten zwei US-Soldaten, nachdem diese nicht aufhörten, den Baum zu fällen.

## In Spielfilmen
- Im 20. James-Bond-Film Stirb an einem anderen Tag (2002) wird eine Brücke in der demilitarisierten Zone als Austauschort gezeigt.
- Park Chan-wooks Film Joint Security Area spielt bei der Brücke.
- In Salt dient die Brücke als Ort eines Gefangenenaustausches.

## Galerie

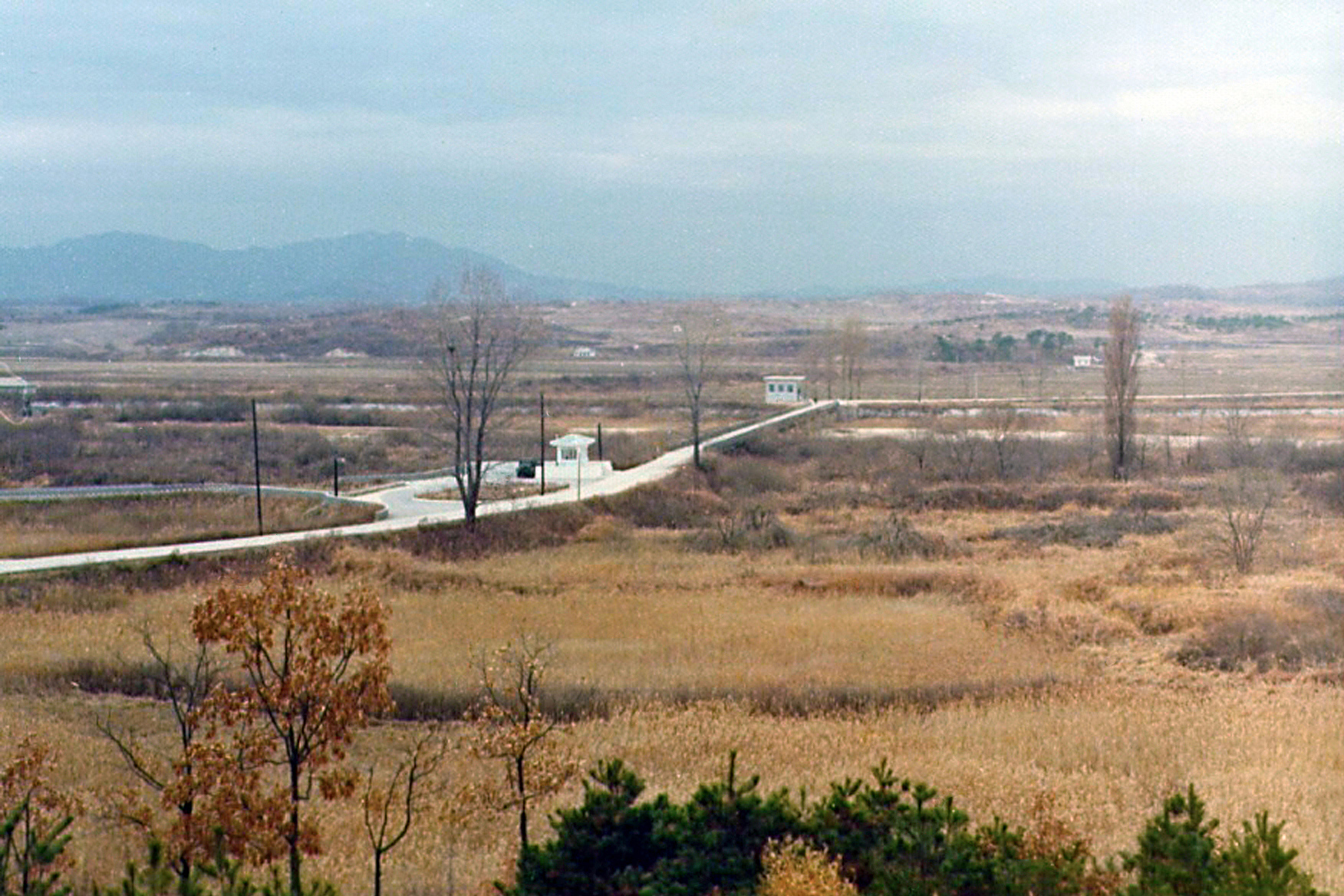
Brücke ohne Wiederkehr (Dezember 1975)
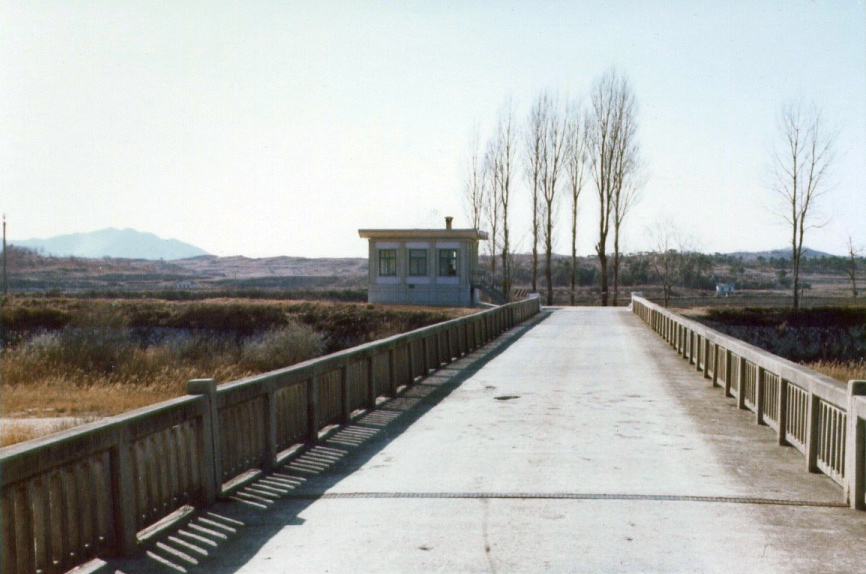
Brücke ohne Wiederkehr (März 1976)
Karte der Joint Security Area (1976)
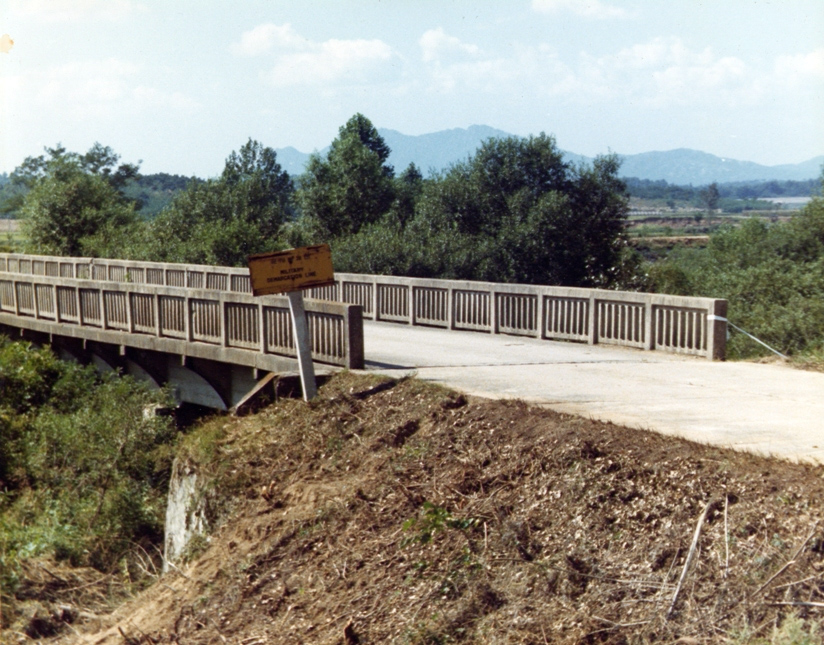
Südliches Ende der Brücke
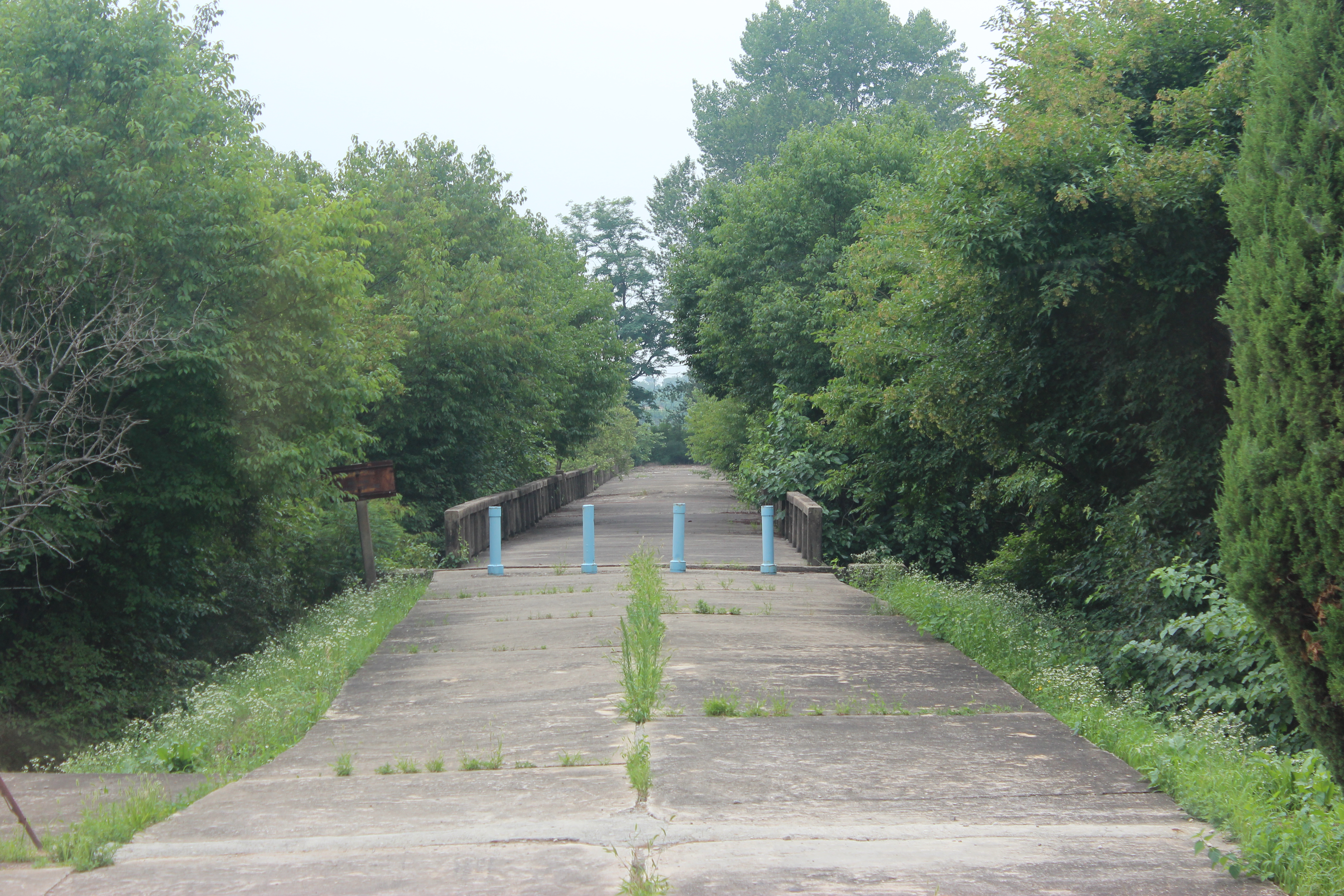
Brücke ohne Wiederkehr (2012)